# PFK Ludogorec Razgrad
Profesionalni nogometni klub Ludogorec Razgrad (bolgarsko: Професионален футболен клуб Лудогорец Разград) je bolgarski nogometni klub iz mesta Razgrad. Klub je bil ustanovljen 18. junija 2001 kot Nogometni klub Ludogorie. Ime je dobil po enem izmed prvih nogometnih klubov v mestu, ki je nastal leta 1945, a razpadel v letu 2006. Klub trenutno v Parvi Ligi, bolgarski 1. nogometni ligi.
Ludogorec je poleg Levskega in CSKA Sofije še edini klub, ki je osvojil trojček - torej državno prvenstvo, bolgarski pokal in bolgarski superpokal. Bil pa je tudi veliko presenečenje v Evropski ligi v sezoni 2013/14, ko je bil prvi v svoji skupini, uspelo pa mu je priti do osmine finala (tam ga je izločila Valencia). Je pa tudi šele drugi bolgarski klub (po Levskem), ki mu je uspelo priti do skupinskega dela Lige prvakov. To se je zgodilo v sezoni 2014/15, kjer naprej sicer ni napredoval, je pa kot prvi bolgarski klub osvojil točke v modernem sistemu skupinskega dela Lige prvakov, ko je v Sofiji premagal Basel z 1-0.
Domači stadion Ludogorca je Ludogorec Arena, ki sprejme 8.808 gledalcev. Barva dresov je zelena. Nogometaši Ludogorca imajo tudi vzdevek Orli.
Za Ludogorec sta igrala tudi Roman Bezjak in Jure Travner.